# Sebastian Faulks
Sebastian Charles Faulks (n. 20 aprilie 1953, Donnington⁠(d), Shaw cum Donnington⁠(d), Anglia, Regatul Unit) este un cunoscut jurnalist și romancier britanic.

## Biografie
Faulks este fiul lui Richters Peter Ronals și a Pamelei (Lawless) Faulks. A studiat literatura și istoria la Emmanuel College la Cambridge și a obținut în 1974 Bachelor of Arts (with honors). Din 1975 predă la International School of London engleza și franceza. 1979 se îndreaptă spre jurnalism și lucrează la The Daily Telegraph. În 1983 se mută la suplimentul Sunday Telegraph și merge în 1986 ca redactor la Independent. 1989 devine redactor-șef adjunct a ziarului Independent on Sunday. În paralel lucrează la BBC iar din 1978 până în 1981 ca redactor la New Fiction Society.
1989 se căsătorește cu fosta lui asistentă la Independent, Veronica Youlton. Au trei copii și trăiesc în Notting Hill, Londra.

## Opere

### Romane
- A Trick of the Light, Bodley Head, London 1984, ISBN 978-0-370-30589-9
- The Girl at the Lion d'Or, Hutchinson, London 1989, ISBN 978-0-09-173451-0
- A Fool's Alphabet, Hutchinson, London 1992, ISBN 978-0-316-27547-7
- Birdsong, Hutchinson, London 1993,  ISBN 978-0-679-43545-7
- Charlotte Gray, Hutchinson, London 1998, ISBN 978-0-09-178442-3
- On Green Dolphin Street, Hutchinson, London 2001, ISBN 978-0-09-180210-3
- Human traces, Hutchinson, London 2005, ISBN 978-0-09-179455-2
- Engleby, Hutchinson, London 2007, ISBN 978-0-09-179571-9
- Devil May Care, Penguin, London 2008, ISBN 0-7181-5376-6

### Nonfiction
- The Fatal Englishman: Three Short Lives, Hutchinson, London 1996, ISBN 978-0-09-179211-4

### Traduceri în limba română
- Jocul cu diavolul, Editura RAO, 2010, ISBN 978-606-825-178-3
- Amprenta omului, Editura Litera, 2012, ISBN 978-606-21-0069-8
- O săptămană în decembrie, Editura Litera, 2012, ISBN 978-606-848-123-4
- Cântecul păsărilor, Editura Litera, 2014, ISBN 978-606-741-174-4

## Ecranizare
- 2001: Dragostea Charlottei Gray